# Mściszewskie Jezioro
Mściszewskie Jezioro – jezioro wytopiskowe w Polsce położone w województwie pomorskim, w powiecie kartuskim, w gminie Sulęczyno na Pojezierzu Kaszubskim. Nad zachodnimi i południowymi brzegami jeziora jest położona duża wieś kaszubska Mściszewice.
Ogólna powierzchnia: 18 ha